# Alain Peyrefitte
Alain Peyrefitte (født 26. august 1925 i Najac, Aveyron, død 27. november 1999 i Paris) var en fransk gaullistisk politiker.
I 1972 – 1973 var han generalsekretær for Den demokratiske union for den femte republik, der var det største  gaullistiske parti.

## Borgmester
Alain Peyrefitte var borgmester i Provins Kommune i Seine-et-Marne ved Paris fra 1965 til 1997.

## Medlem af Nationalforsamlingen
Alain Peyrefitte blev valgt til Nationalforsamlingen i 1958, 1962, 1967, 1968, 1973, 1978, samt i 1982, 1986, 1988, 1993. I de perioder, hvor han var minister, havde han orlov fra  Nationalforsamlingen.

## Minister
Alain Peyrefitte blev udnævnt til statssekretær i april 1962. Senere fik han forskellige ministerposter. Således var han undervisningsminister fra april 1967 til maj 1968. I forbindelse Studenteroprøret i maj 1968 blev han tvunget ud af regeringen, og han blev først minister igen i april 1973.
Fra 1. marts til 28. maj 1974 var han kortvarigt miljø- og kulturminister (Ministre des Affaires culturelles et de l'Environnement). Han var Frankrigs anden miljøminister.
Alain Peyrefitte var justitsminister fra 1977 til 1981.

## Senator
Alain Peyrefitte blev valgt ind Senatet i 1995, og her sad han til sin død i 1999.